# Communauté de communes du Pays du Neubourg
La communauté de communes du Pays du Neubourg  est une communauté de communes française qui regroupe 41 communes autour du Neubourg, dans le centre du département de l'Eure et la région du plateau du Neubourg.

## Historique
Elle est créée le 15 juin 2000.
Le 1er janvier 2018, La Pyle et Sainte-Opportune-du-Bosc rejoignent la communauté de communes.
Le 1er janvier 2019, Fouqueville, La Haye-du-Theil, Le Bosc-du-Theil, Saint-Meslin-du-Bosc et Tourville-la-Campagne la rejoignent également, portant le nombre de communes à 41. 

## Territoire communautaire

### Géographie
Située dans le centre du département de l'Eure, la communauté de communes du Pays du Neubourg regroupe 41 communes et s'étend sur 304,7 km2.

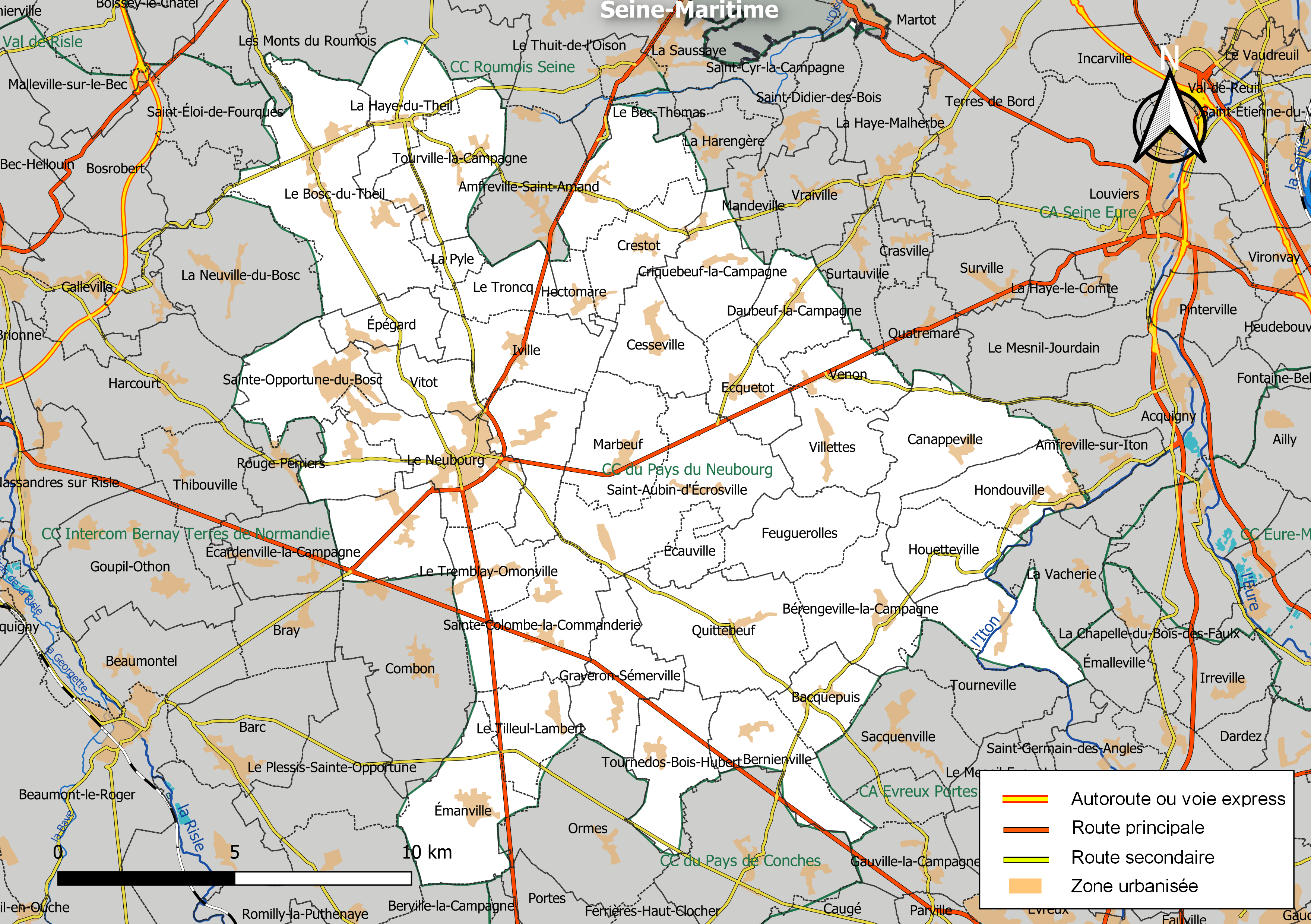
Carte de la communauté de communes du Pays du Neubourg au 1er janvier 2019.

### Composition
La communauté de communes est composée des 41 communes suivantes :

| Nom                           | Code Insee | Gentilé               | Superficie (km2) | Population (dernière pop. légale) | Densité (hab./km2) |
| ----------------------------- | ---------- | --------------------- | ---------------- | --------------------------------- | ------------------ |
| Le Neubourg (siège)           | 27428      | Neubourgeois          | 9,91             | 4 251 (2022)                      | 429                |
| Bacquepuis                    | 27033      | Bacquepuisiens        | 5,09             | 307 (2022)                        | 60                 |
| Bérengeville-la-Campagne      | 27055      | Bérengevillais        | 9,19             | 330 (2022)                        | 36                 |
| Bernienville                  | 27057      | Bernienvillois        | 7,81             | 295 (2022)                        | 38                 |
| Le Bosc du Theil              | 27302      |                       | 20,11            | 1 314 (2022)                      | 65                 |
| Brosville                     | 27118      | Brosvillais           | 7,2              | 647 (2022)                        | 90                 |
| Canappeville                  | 27127      | Canappevillais        | 10,37            | 704 (2022)                        | 68                 |
| Cesseville                    | 27135      | Cessevillais          | 6,57             | 443 (2022)                        | 67                 |
| Crestot                       | 27185      | Crestotais            | 6,31             | 544 (2022)                        | 86                 |
| Criquebeuf-la-Campagne        | 27187      | Criquebeuvais         | 7,75             | 351 (2022)                        | 45                 |
| Crosville-la-Vieille          | 27192      | Crosvillais           | 7,74             | 610 (2022)                        | 79                 |
| Daubeuf-la-Campagne           | 27201      | Daubeufais            | 6,34             | 245 (2022)                        | 39                 |
| Écauville                     | 27212      | Écauvillais           | 3,35             | 114 (2022)                        | 34                 |
| Ecquetot                      | 27215      | Ecquetotais           | 5,74             | 388 (2022)                        | 68                 |
| Émanville                     | 27217      | Émanvillais           | 10,76            | 544 (2022)                        | 51                 |
| Épégard                       | 27219      | Épégardais            | 4,41             | 529 (2022)                        | 120                |
| Épreville-près-le-Neubourg    | 27224      | Éprevillais           | 7,73             | 444 (2022)                        | 57                 |
| Feuguerolles                  | 27241      | Feuguerollais         | 8,2              | 169 (2022)                        | 21                 |
| Fouqueville                   | 27261      | Fouquevillais         | 8,18             | 443 (2022)                        | 54                 |
| Graveron-Sémerville           | 27298      | Graveron-Sémervillais | 8,03             | 321 (2022)                        | 40                 |
| La Haye-du-Theil              | 27320      | Hayais-Theillais      | 7,02             | 324 (2022)                        | 46                 |
| Hectomare                     | 27327      | Hectomariens          | 2,05             | 216 (2022)                        | 105                |
| Hondouville                   | 27339      | Hondouvillais         | 6,88             | 813 (2022)                        | 118                |
| Houetteville                  | 27342      | Houettevillais        | 6,85             | 194 (2022)                        | 28                 |
| Iville                        | 27354      | Ivillois              | 8,81             | 420 (2022)                        | 48                 |
| Marbeuf                       | 27389      | Marbeuviens           | 8,48             | 487 (2022)                        | 57                 |
| La Pyle                       | 27482      | Pylois                | 1,69             | 157 (2022)                        | 93                 |
| Quittebeuf                    | 27486      | Quittebeuviens        | 13,45            | 654 (2022)                        | 49                 |
| Saint-Aubin-d'Écrosville      | 27511      | Saint-Aubinois        | 14,6             | 749 (2022)                        | 51                 |
| Saint-Meslin-du-Bosc          | 27572      | Saint-Meslinois       | 1,57             | 308 (2022)                        | 196                |
| Sainte-Colombe-la-Commanderie | 27524      | Sainte-Colombans      | 10,86            | 854 (2022)                        | 79                 |
| Sainte-Opportune-du-Bosc      | 27576      |                       | 8,07             | 636 (2022)                        | 79                 |
| Le Tilleul-Lambert            | 27641      |                       | 5,83             | 265 (2022)                        | 45                 |
| Tournedos-Bois-Hubert         | 27650      | Tournubertais         | 7,99             | 450 (2022)                        | 56                 |
| Tourville-la-Campagne         | 27654      | Tourvillais           | 8,27             | 1 114 (2022)                      | 135                |
| Le Tremblay-Omonville         | 27658      |                       | 5,41             | 383 (2022)                        | 71                 |
| Le Troncq                     | 27663      |                       | 4,59             | 170 (2022)                        | 37                 |
| Venon                         | 27677      | Venonais              | 5,07             | 389 (2022)                        | 77                 |
| Villettes                     | 27692      |                       | 6,87             | 169 (2022)                        | 25                 |
| Villez-sur-le-Neubourg        | 27695      | Villezois             | 4,82             | 233 (2022)                        | 48                 |
| Vitot                         | 27698      | Vitotais              | 4,69             | 559 (2022)                        | 119                |

### Démographie
| 1968   | 1975   | 1982   | 1990   | 1999   | 2006   | 2011   | 2016   |
| ------ | ------ | ------ | ------ | ------ | ------ | ------ | ------ |
| 12 076 | 13 409 | 15 156 | 17 077 | 17 844 | 19 618 | 21 422 | 22 380 |

## Administration

### Siège
Le siège de la communauté de communes est situé au Neubourg.

### Présidence
La communauté de communes est administrée par un conseil communautaire présidé par Jean-Paul Legendre depuis le 15 juin 2000.
| Période                                  | Période  | Identité           | Étiquette | Qualité        |
| ---------------------------------------- | -------- | ------------------ | --------- | -------------- |
| 15/06/2000                               | En cours | Jean-Paul Legendre | LR        | maire d'Iville |
| Les données manquantes sont à compléter. |          |                    |           |                |

### Régime fiscal et budget
Le régime fiscal de la communauté de communes est la fiscalité additionnelle avec fiscalité professionnelle de zone et sans fiscalité professionnelle sur les éoliennes.